# Jeux asiatiques de 1966
Navigation
Édition précédente Édition suivante
Les Ve Jeux asiatiques se sont déroulés du 9 au 20 décembre 1966 à Bangkok, en Thaïlande. Ils ont rassemblé 1 945 participants de 16 pays asiatiques dans 14 disciplines.

## Sports et disciplines
Les 1 945 athlètes se sont affrontés dans 14 disciplines. L'haltérophilie, absente en 1962, fait son retour.
- Athlétisme
- Badminton
- Basket-ball
- Boxe
- Cyclisme
- Football
- Haltérophilie
- Hockey sur gazon
- Lutte
- Natation
- Tennis
- Tennis de table
- Tir
- Volley-ball

## Délégations présentes
Les Jeux asiatiques 1966 ont vu la participation de 1 945 athlètes représentant seize délégations, soit quatre de plus qu'en 1962. La République du Viêt Nam et l'Iran font ainsi leur retour. Les délégations israélienne et taïwanaise auxquelles l'Indonésie avait refusé de délivrer des visas en 1962 sont également présentes.
Le Japon termine une nouvelle fois largement en tête du tableau des médailles en remportant plus de la moitié des épreuves.
| Rang  | Nation                       | Or  | Argent | Bronze | Total |
| ----- | ---------------------------- | --- | ------ | ------ | ----- |
| 1     | Japon                        | 78  | 53     | 33     | 164   |
| 2     | Corée du Sud                 | 12  | 18     | 21     | 51    |
| 3     | Thaïlande                    | 12  | 14     | 11     | 37    |
| 4     | Malaisie                     | 7   | 5      | 6      | 18    |
| 5     | Inde                         | 7   | 4      | 11     | 22    |
| 6     | Indonésie                    | 7   | 4      | 10     | 21    |
| 7     | Iran                         | 6   | 8      | 17     | 31    |
| 8     | République de Chine (Taïwan) | 5   | 9      | 10     | 24    |
| 9     | Israël                       | 3   | 5      | 3      | 11    |
| 10    | Philippines                  | 2   | 15     | 25     | 42    |
| 11    | Pakistan                     | 2   | 4      | 2      | 8     |
| 12    | Birmanie                     | 1   | 0      | 4      | 5     |
| 13    | Singapour                    | 0   | 5      | 7      | 12    |
| 14    | Viêt Nam du Sud              | 0   | 1      | 2      | 3     |
| 15    | Ceylan                       | 0   | 0      | 4      | 4     |
| 16    | Hong Kong                    | 0   | 0      | 1      | 1     |
| Total | Total                        | 142 | 145    | 167    | 454   |